# 1629
1629 (MDCXXIX) fue un año común comenzado en lunes según el calendario gregoriano.

## Acontecimientos
- 28 de junio: Se modifica el Edicto de Nantes en Francia. Aprobada la Paz de Alés.
- 1 de agosto: en el mar de Banda se registra un fuerte terremoto de 8,8 que provoca un tsunami con alturas de 15 metros.
- Las tropas neerlandesas de las Provincias Unidas asedian Bolduque en el marco de la guerra de Flandes.
- Inundación en Ciudad de México
- En octubre surge la  peste de Milán.
- Batalla de Las Cangrejeras en el contexto de la Guerra de Arauco

## Nacimientos
- 14 de abril: Christiaan Huygens, astrónomo, físico y matemático neerlandés (f. 1695).
- 8 de mayo: Niels Juel, almirante noruego-danés (f. 1697).
- 17 de octubre: Baltasar Carlos de Austria, aristócrata español, hijo del rey Felipe IV (f. 1646).

## Fallecimientos
- 11 de julio: Bartolomeo Cesi, pintor italiano (n. 1556).
- 2 de octubre: Pierre de Berulle, cardenal y escritor ascético francés (n. 1575).